# Hợp Châu
Hợp Châu là thị trấn huyện lỵ của huyện Tam Đảo, tỉnh Vĩnh Phúc, Việt Nam.

## Địa lý
Thị trấn Hợp Châu nằm ở phía nam huyện Tam Đảo, có vị trí địa lý:
- Phía đông giáp huyện Bình Xuyên và xã Minh Quang
- Phía tây và phía nam giáp huyện Tam Dương
- Phía bắc giáp xã Hồ Sơn.

Thị trấn Hợp Châu có diện tích 9,99 km², dân số năm 2019 là 10.267 người, mật độ dân số đạt 1.028 người/km².

## Lịch sử
Sau năm 1975, Hợp Châu là một xã thuộc huyện Tam Dương.
Ngày 5 tháng 7 năm 1977, huyện Tam Dương sáp nhập với huyện Lập Thạch thành huyện Tam Đảo, xã Hợp Châu thuộc huyện Tam Đảo.
Ngày 9 tháng 6 năm 1998, huyện Tam Dương được tái lập, xã Hợp Châu trở lại thuộc huyện Tam Dương.
Ngày 9 tháng 12 năm 2003, Chính phủ ban hành Nghị định số 153/2003/NĐ-CP. Theo đó, xã Hợp Châu chuyển sang trực thuộc huyện Tam Đảo mới và là huyện lỵ huyện Tam Đảo.
Ngày 10 tháng 1 năm 2020, Ủy ban Thường vụ Quốc hội ban hành Nghị quyết số 868/NQ-UBTVQH14 về việc sắp xếp các đơn vị hành chính cấp xã thuộc tỉnh Vĩnh Phúc (nghị quyết có hiệu lực từ ngày 1 tháng 2 năm 2020). Theo đó, thành lập thị trấn Hợp Châu, thị trấn huyện lỵ huyện Tam Đảo trên cơ sở toàn bộ 9,99 km² diện tích tự nhiên và 10.267 người của xã Hợp Châu.
Ngày 12 tháng 3 năm 2020, chuyển 14 thôn của thị trấn Hợp Châu thành 14 tổ dân phố có tên tương ứng.

## Hành chính
Thị trấn Hợp Châu được chia thành 14 tổ dân phố: Ao Mây, Bảo Ninh, Bảo Phác, Bảo Thắng, Chăm Chỉ, Cửu Yên 1, Cửu Yên 2, Đồi Cao, Đồi Thông, Hợp Thành, Nga Hoàng, Sơn Long, Tích Cực, Yên Trung.